# Nervositet

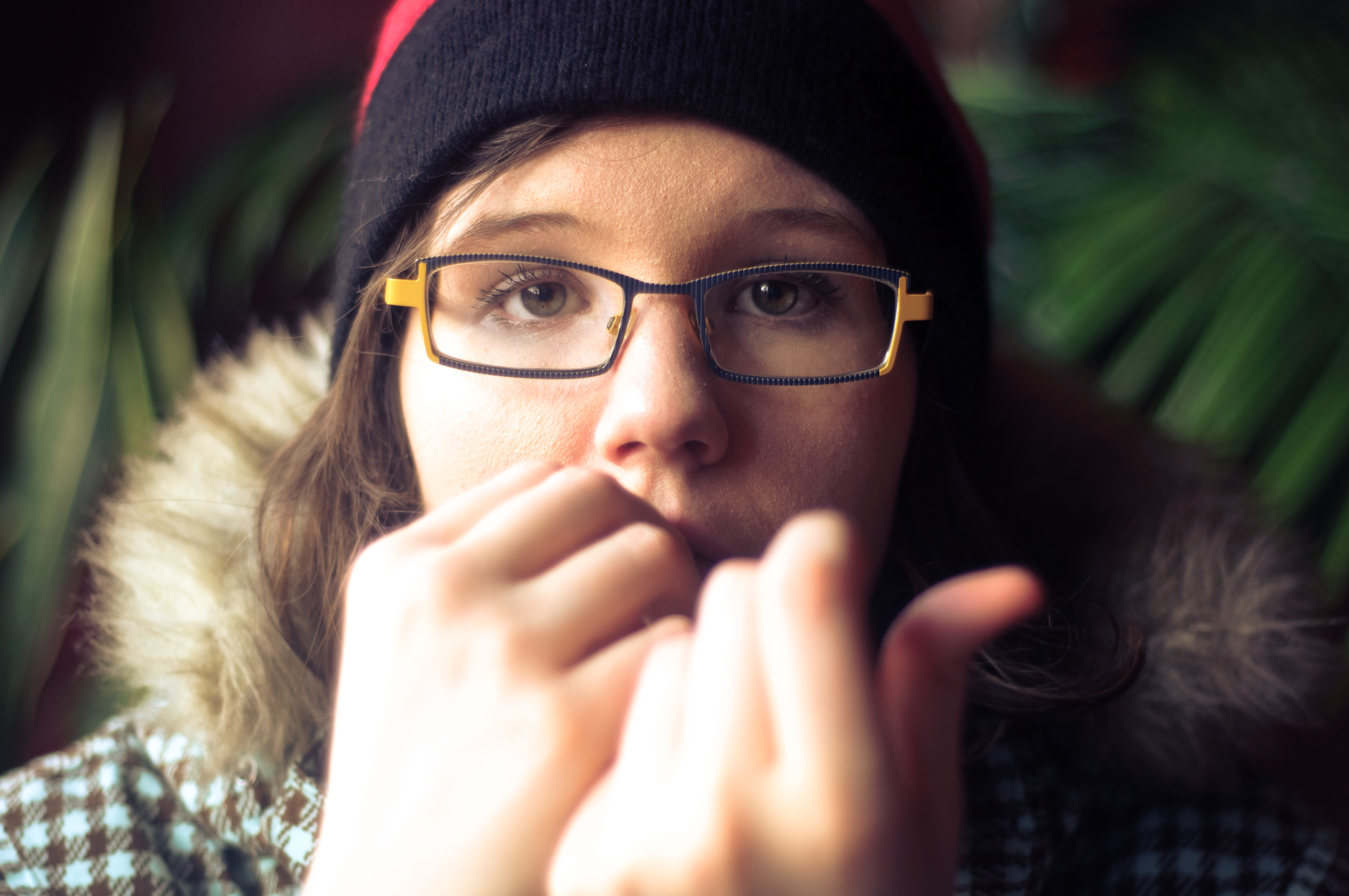
Nervositet kan ge upphov till nagelbitning.

Nervositet är ett känsloläge där personen ifråga känner en oro eller har ett ångestfyllt förhållande till något som skall ske. Ångesten, som är utfallsrelaterad, kan antingen bero på att personen inte vet vad som kommer att ske, eller inte vet hur det som sker kommer att tas emot av andra.
Nervositet används främst för individers känslor, men kan också användas för att beskriva ett beteende från en organisation ("regeringen visade nervositet") eller ett objekt ("bilen uppträdde nervöst")

## Närbesläktade begrepp
- Prestationsångest är när en individ är nervös över att inte räcka till eller så är de egna kraven (eller den egna uppfattningen hur kraven är ställda) så högt ställda att personen känner en djup ångest inför utförandet  - en skräck inför risken att inte räcka till.
- Scenskräck eller rampfeber är en typ av nervositet inför att behöva framträda inför publik
- Överkänslighet är när individen blir nervös inför mycket små irritationsmoment.
- Fjärilar i magen används som en talande beskrivning av en lättare nervositet.